# Brautonne
Die Brautonne war ein Rigaer Volumenmaß.
- 1 Brautonne = 105 Stoof (neuer = 1,2752 Liter[1]) = etwa 87 ½ Pegelstoof = 6750,2 Pariser Kubikzoll = 133,9 Liter